# 哈桑河

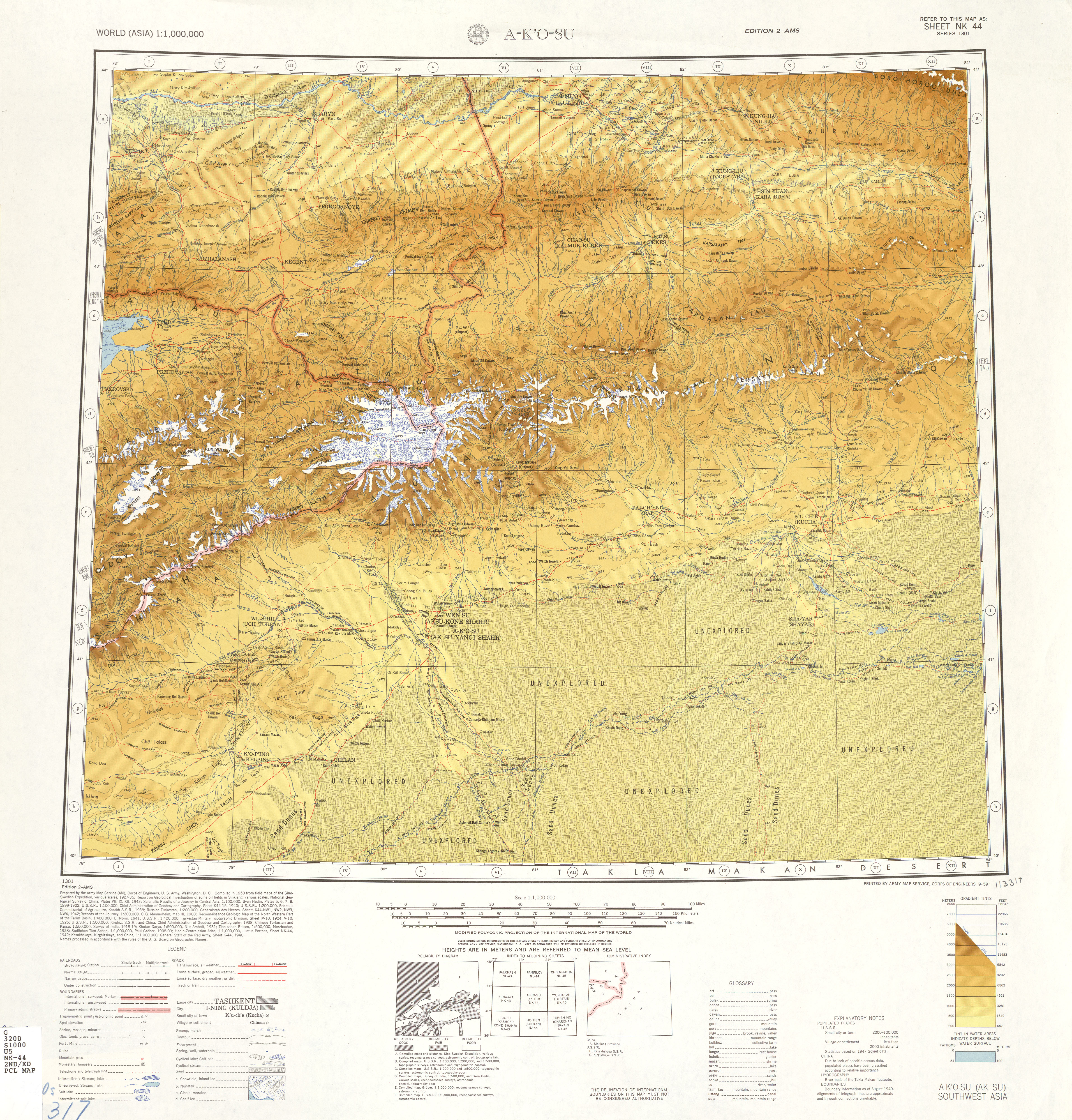
新疆西部地区的地形图，哈桑河在图中中上部，标注为Kasan。

哈桑河，流经中华人民共和国与哈萨克斯坦交界地区的一条河流，发源于哈萨克斯坦阿拉木图州拉依额木别克区（热音别克县）东部克缅套山南麓海拔3363米的乌什哈桑达坂附近，自源头由西北向东南流经22.5千米后进入中华人民共和国新疆维吾尔自治区伊犁哈萨克自治州昭苏县境内。进入中国境内约2.5千米后即流出山口，进入南北宽约7千米的洪积扇平原区。山口以下3千米处建有渠首，部分水量通过右岸干渠引向新疆生产建设兵团第四师七十六团灌区，余水沿河床向东南穿越前山丘陵区后，进入七十七团农业灌区。其余河水在下游渗入河床，与前山带大片农田灌溉回归水以地下水形式补给伊犁河上游特克斯河。中国境内河长60千米，流域面积514平方千米。